# Twin Lakes (Nuevo México)
Twin Lakes es un lugar designado por el censo (en inglés, census-designated place, CDP) ubicado en el condado de McKinley, Nuevo México, Estados Unidos. Según el censo de 2020, tiene una población de 1004 habitantes.
El área forma parte de la Nación Navajo.    

## Geografía
La localidad está ubicada en las coordenadas 35°41′0″N 108°46′15″O / 35.68333, -108.77083. Según la Oficina del Censo de los Estados Unidos, Twin Lakes tiene una superficie total de 23.4 km², correspondientes en su totalidad a tierra firme.

## Demografía
Según el censo de 2020, hay 1004 personas residiendo en Twin Lakes. La densidad de población es de 42,9 hab./km². El 98.01% de los habitantes son amerindios, el 0.40% son blancos, el 0.20% son afroamericanos, el 0.10% es de otra raza y el 1.29% son de una mezcla de razas. Del total de la población, el 1.49% son hispanos o latinos de cualquier raza.